# Compagnie des Chemins de fer Orientaux

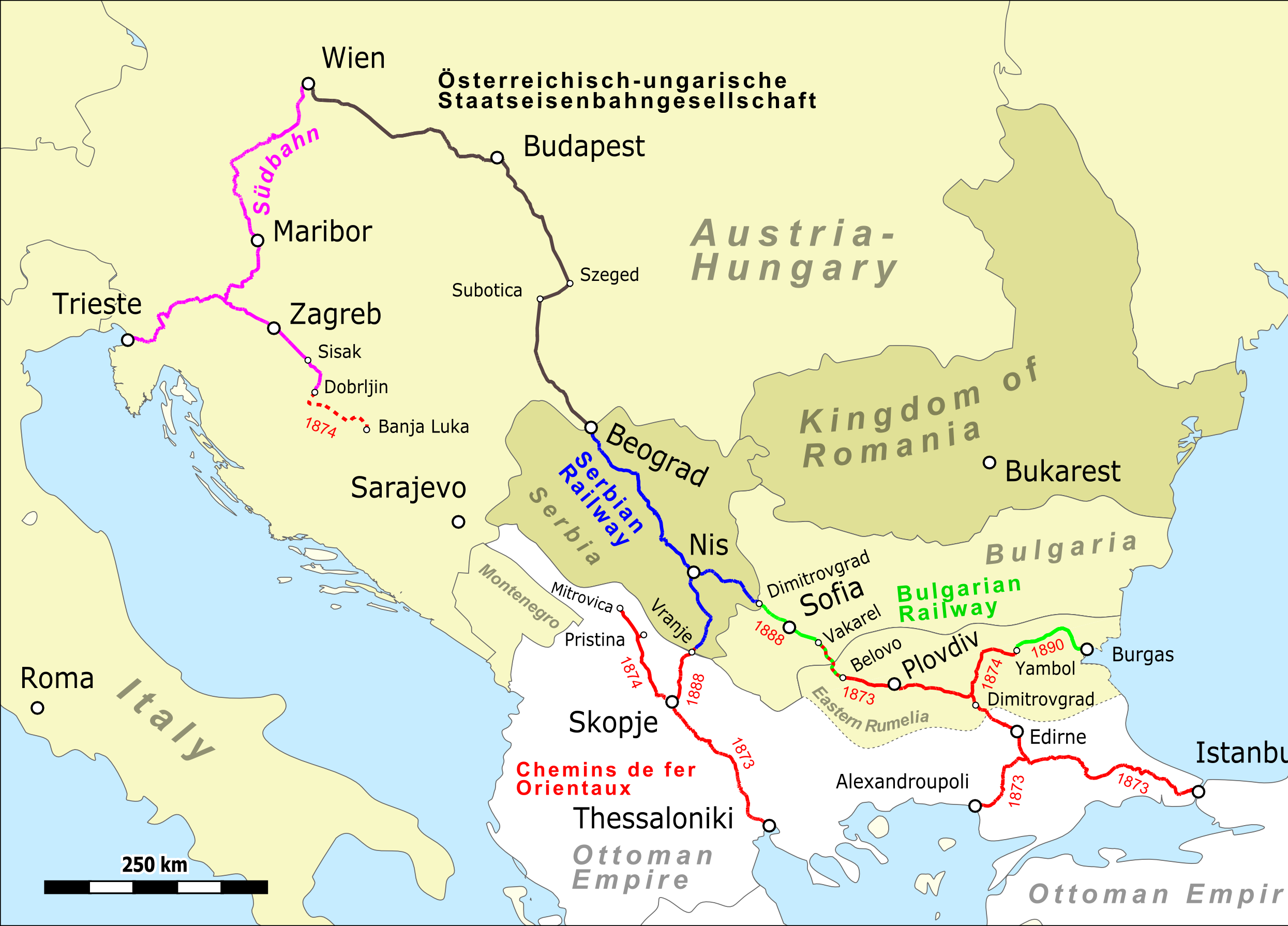
Het spoornetwerk van de Compagnie des Chemins de fer Orientaux.

De Compagnie des Chemins de fer Orientaux (CFO of CO; Turks: Rumeli Demiryolu of İstanbul-Viyana Demiryolu) was een private spoorwegonderneming in het Europese gedeelte van het Ottomaanse Rijk die bestond van 1870 tot 1937. Van 1889 tot 1937 maakten hun spoorwegen deel uit van het traject van de Oriënt-Express.

## Omschrijving

### Oprichting

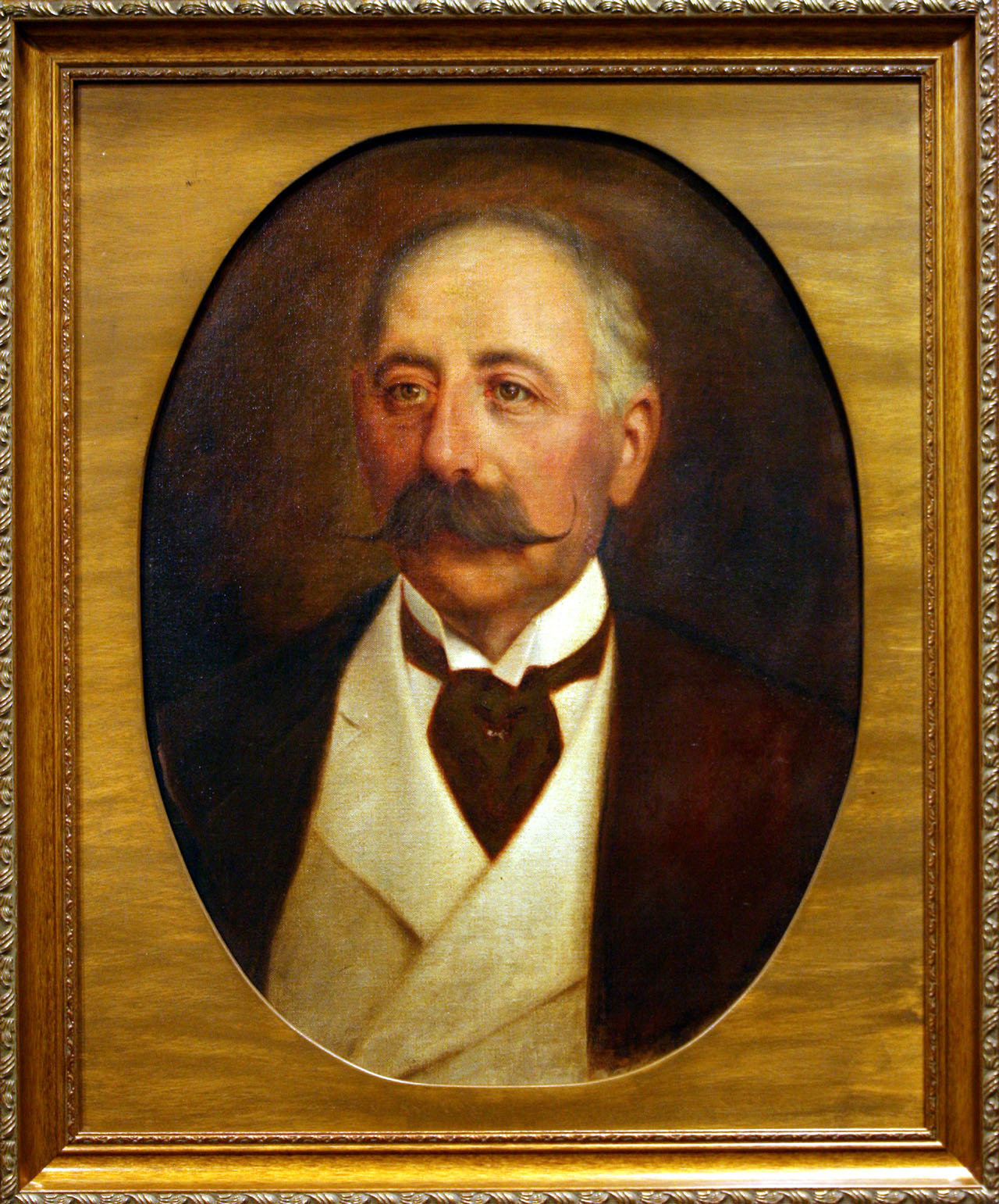
Maurice de Hirsch.

Ten tijde van het Tanzimaat probeerde het Ottomaanse Rijk ook zijn infrastructuur te moderniseren. Nadat al in 1860 individuele spoorlijnen waren aangelegd in het Aziatische deel van het rijk, zette sultan Abdülaziz zijn plannen voort om spoorlijnen aan te leggen in Roemelië, het Europese deel van het Ottomaanse rijk. Daarom verleende hij op 31 mei 1868 de Belgische firma Van der Elst et Cie. de concessie voor een spoorlijn van Constantinopel naar Wenen, of naar de grens tussen het Ottomaanse Rijk en Oostenrijk-Hongarije. Van der Elst stond de concessie al snel af aan de Belgische investeerder André Langrand-Dumonceau. Nadat hij ook niet in staat was om de nodige fondsen voor de bouw op te halen en de concessie afliep, werd deze op 17 april 1869 overgenomen door baron Maurice de Hirsch.
Von Hirsch kreeg de concessie om gedurende 99 jaar in totaal vier routes te bouwen en te exploiteren:
- Constantinopel - Edirne - Plovdiv - Sofia - Niš - Pristina - Sarajevo - Banja Luka - Dobrljin (aan de grens met Oostenrijk-Hongarije)
- Edirne - Dedeagatsch
- Plovdiv - Burgas
- Pristina - Skopje - Thessaloniki

De hoofdroute was bedoeld om Servisch grondgebied te vermijden. Ook Oostenrijk-Hongarije was voorstander van deze route. Het geplande netwerk besloeg in totaal ongeveer 2.500 km. De concessie omvatte ook een jaarlijkse opbrengstgarantie voor Hirsch van 14.000 frank per gebouwde kilometer spoorlijn, wat leidde tot het onware gerucht dat de westwaartse route vanuit Constantinopel was gebouwd met een bijzonder groot aantal bochten om hoge winsten te genereren.
De Société Impériale des Chemins de Fer de la Turquie d'Europe, een nieuw door Hirsch opgerichte vennootschap die was gevestigd in Parijs, nam de constructie op zich en Wilhelm von Pressel, die eerder voor de Oostenrijkse Südbahn-Gesellschaft had gewerkt, bekleedde de functie van hoofdingenieur. De werken zouden oorspronkelijk door de Südbahn worden uitgevoerd, maar nadat de onderhandelingen geen resultaat hadden opgeleverd, richtte Hirsch in januari 1870 als werkmaatschappij de Société Générale pour l'Exploitation des Chemins de Fer Orientaux op. Pressel begon snel met de bouw, gelijktijdig in Constantinopel, Dedeagatsch, Thessaloniki en Dobrljin. In 1872 was al ongeveer 500 km lijn in gebruik.
De nieuwe grootvizier Mahmud Nedim Pasha begon in 1870 opnieuw onderhandelingen met baron von Hirsch om betere voorwaarden voor het Ottomaanse rijk te verkrijgen. Hierdoor bleven de exploitatierechten bij de CO, terwijl het Ottomaanse Rijk de verdere aanleg van routes overnam. In 1874 voerde CO al operaties uit op drie subnetwerken, die nog steeds van elkaar geïsoleerd waren, met een totale lengte van ongeveer 1.300 km:
- Constantinopel - Edirne - Plovdiv - Belovo, met zijlijnen van Pythion naar Dedeagatsch en van Trnovo naar Yambol
- Thessaloniki – Üsküb (Skopje) – Mitrovica
- Dobrljin – Banja Luka (Sandjak-spoorlijn)

Al in 1873 had de CO ook de exploitatie van de spoorlijn van Roese naar Varna overgenomen, die in 1866 werd voltooid en eigendom was van een Engels bedrijf.
Door het staatsbankroet van het Ottomaanse Rijk in 1875 viel de verdere aanleg van de spoorlijnen stil. De opstanden van de Balkanvolkeren tegen de Ottomaanse overheersing en de Russisch-Turkse Oorlog brachten vanaf 1877 de spoorwegbouw volledig tot stilstand. De Sandschakbahn kreeg de geplande aansluiting op het Oostenrijkse netwerk niet, waarna de CO in 1876 stopte met de exploitatie van de lijn na slechts een paar jaar van grote verliezen. De operatie werd na de oorlog overgenomen door de kaiserlich-königliche Militärbahn Banjaluka-Dobrlin. Daarnaast kon het Ottomaanse Rijk door middel van troepentransporten in aanzienlijke mate profiteren van de reeds voltooide route tussen Istanbul en Plovdiv.

### Gevolgen van het Congres van Berlijn

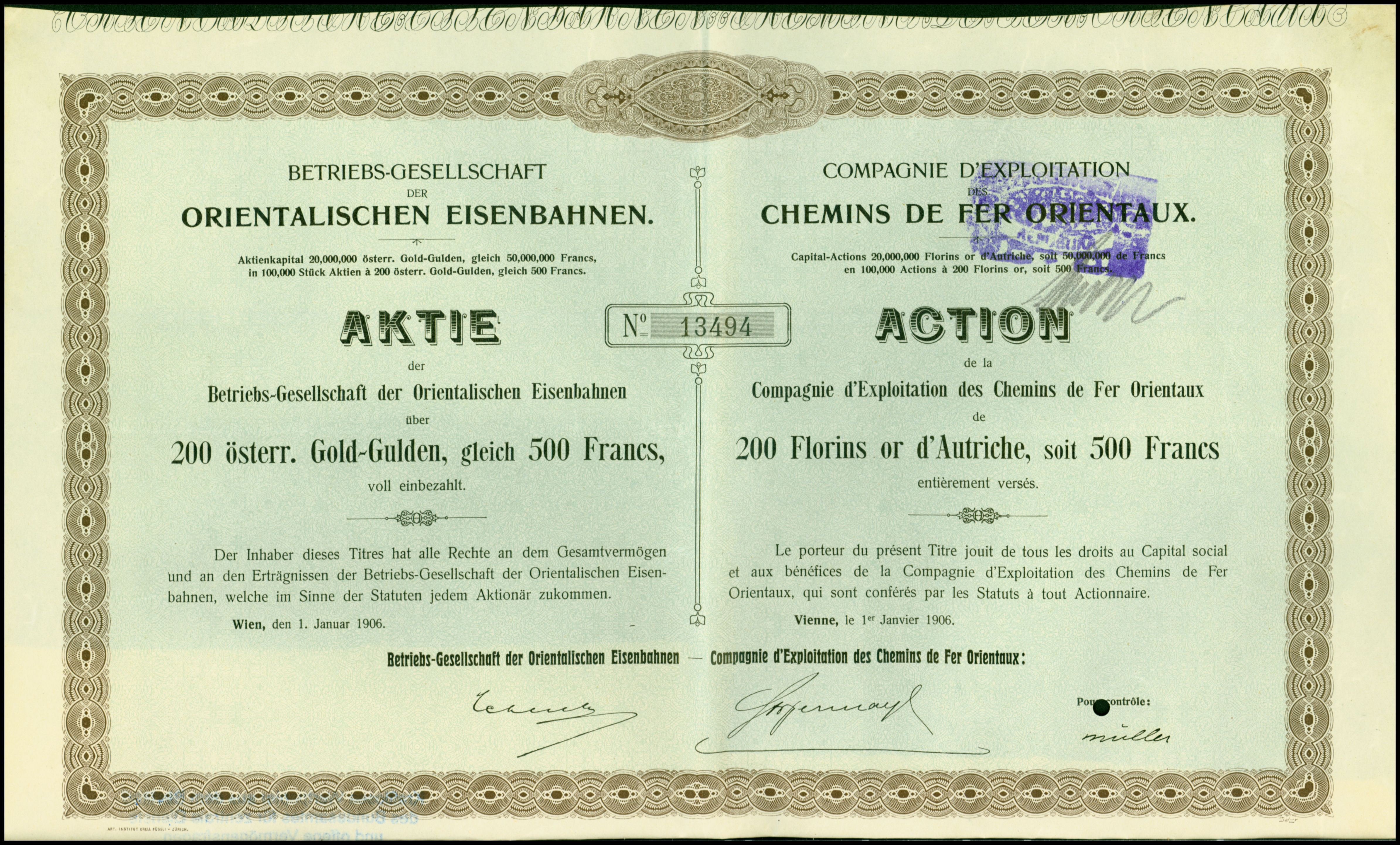
Aandeel van de Compagnie d'exploitation des chemins de fer Orientaux, 1906.

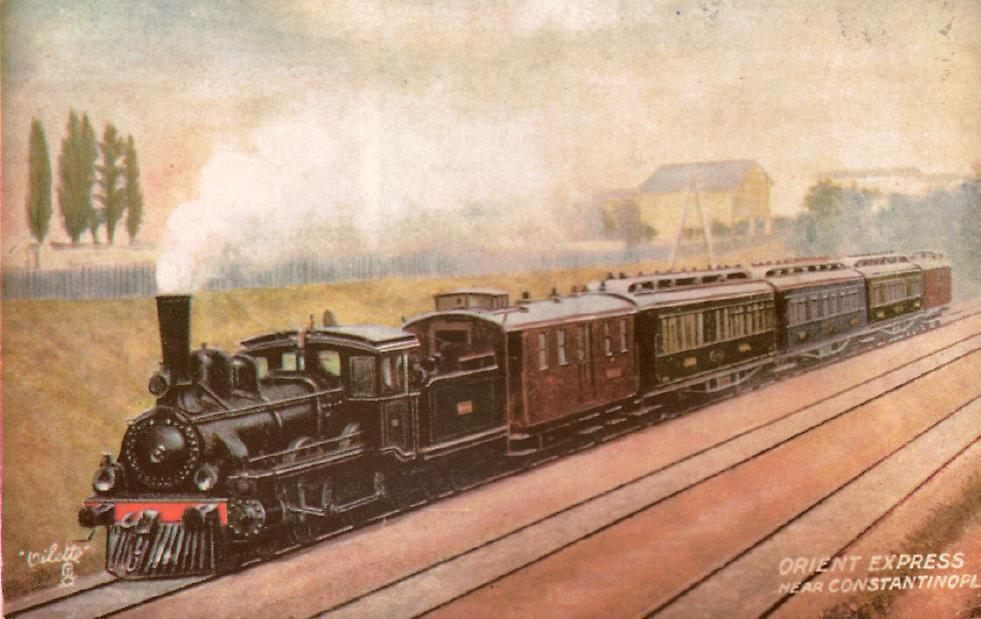
De Oriënt-Express op het spoornetwerk van de Compagnie des Chemins de fer Orientaux.

In 1878 besloot het Congres van Berlijn om de spoorverbinding van Istanbul naar Wenen uit te breiden en daartoe een speciaal comité in het leven te roepen. Deze conférence à quatre, bestaande uit vertegenwoordigers uit Oostenrijk-Hongarije, Servië, Bulgarije en het Ottomaanse Rijk, kreeg de opdracht om deze verbinding binnen drie jaar te realiseren.
In 1880 sloten de vier landen een bijbehorend verdrag op grond waarvan de verbinding tussen Istanbul en Wenen via Sofia en Belgrado tot stand moest komen. In het verdrag werd tevens een doorlopende verbinding van Belgrado naar Thessaloniki voorzien. De oorspronkelijke planning van de route van Niš via Pristina naar Sarajevo en verder naar de grens met Oostenrijk-Hongarije werd verlaten.
De Compagnie des Chemins de fer Orientaux, die zijn hoofdkwartier in 1878 van Parijs naar Wenen had verplaatst en sindsdien functioneerde als de Compagnie d'exploitation des chemins de fer Orientaux, nam de bouw van de ontbrekende secties op Ottomaanse grondgebied op zich, in wezen het gedeelte van Belovo naar Vakarel op de nieuwe grens tussen het onafhankelijke Vorstendom Bulgarije en de Ottomaanse provincie Oost-Roemelië. Het Servische gedeelte werd gebouwd door een Frans privébedrijf, dat in 1889 werd vervangen door de nieuw opgerichte Servische Staatsspoorwegen (SDŽ) wegens financiële problemen. In Bulgarije nam de nieuw opgerichte Bulgaarse Staatsspoorwegen (BDŽ) de bouw en exploitatie van de overige secties over. BDŽ verwierf ook de eerder geïsoleerde route van Roese naar Varna.
De spoorverbinding van Turkije naar Centraal- en West-Europa werd uiteindelijk voltooid in 1888, net zoals het dichten van de kloof tussen Niš en Skopje. Op 12 augustus van dit jaar reed de Oriënt-Express voor het eerst ononderbroken van Parijs naar Constantinopel, aanvankelijk maar één keer per week. Tegelijkertijd werd de zogenaamde Conventionszug van Wenen naar Constantinopel geïntroduceerd als een normale sneltrein, die naast slaaprijtuigen ook zitrijtuigen had. In 1890 huldigde de CO in Constantinopel zijn nieuwe eindstation in, het huidige Sirkeci-station. Na de overdracht van de Bulgaarse secties ten westen van Belovo, besloeg het CO-netwerk ongeveer 1.265 km.
In 1894 nam de CO ook de operaties over van de spoorlijn van Thessaloniki naar Monastir, die sinds 1891 door een Duits bedrijf was aangelegd. In 1913 verwierf de CO de meerderheid van de aandelen in deze spoorlijn.
In 1908 namen de Bulgaarse Staatsspoorwegen de eigendom en de exploitatie van de Bulgaarse secties van de CO over voor 41,5 miljoen frank, na een staking van de CO-werknemers. Vier jaar later opende de CO zijn laatste nieuwe lijn, een zijlijn van 45 km van Alpullu naar Kırklareli.

### De Oriëntbank
Baron Hirsch trok zich in 1889 terug uit de spoorwegbouw in Turkije. In april 1890 verkocht hij zijn aandelen in CO aan de Deutsche Bank en de Wiener Bankverein. Toen werd de Bank für Orientalische Eisenbahnen opgericht, ook kortweg de Orientbank genoemd, die wordt beschouwd als een van de oudste financieringsmaatschappijen ter wereld. Naast de bovengenoemde financiële instellingen omvatte de Orientbank de Schweizerische Kreditanstalt (SKA), de Basler Handelsbank (thans onderdeel van UBS) en de Eidgenössische Bank (ook onderdeel van UBS), evenals andere Franse, Engelse en Oostenrijks-Hongaarse investeerders. De administratieve zetel van de Orientbank was gelegen in Wenen, maar de administratie werd uitgevoerd door de SKA in Zürich en de boekhouding werd uitgevoerd in Zwitserse frank. Het bedrijf had een aandelenkapitaal van 50 miljoen Zwitserse frank, waarvan in het begin slechts 20% werd gestort. SKA was soms de belangrijkste aandeelhouder van Orientbank en stuurde haar twee managers Julius Frey en Wilhelm Caspar Escher naar de raad van bestuur. Voor het uitbreken van de Eerste Wereldoorlog in 1913 verkocht SKA echter haar aandelen in de Orientbank aan een Oostenrijks-Hongaarse groep kopers die dicht bij de Oostenrijkse regering stonden.
De CO zelf stond vanaf de eeuwwisseling tot 1917 (volgens andere bronnen 1918) onder leiding van de twee Zwitsers Ulrich Gross en Jakob Müller, die in hun thuisland bekend stonden als Türken-Ueli en Türken-Müller. Ze brachten andere spoorwegmedewerkers en -ingenieurs mee, zodat bij het uitbreken van de Eerste Wereldoorlog op bijna elk spoorwegknooppunt enkele Zwitserse spoorwegmedewerkers te vinden waren.

### De Balkanoorlogen
Vanaf 1912 leidden de Balkanoorlogen tot ernstige veranderingen in de eigendoms- en exploitatievoorwaarden van de CO-spoorroutes. Na het sluiten van de Vrede van Boekarest in 1913 had de CO nog de volgende routes:
- Istanbul - Edirne - Svilengrad
- Pythion - Dedeagatsch
- Thessaloniki - Gevgelija
- Thessaloniki - Monastir
- Alpullu - Kırkkilise

De onderhandelingen over de overdracht van de nu Servische routes ten noorden van Gevgelija eindigden door het uitbreken van de Eerste Wereldoorlog zonder resultaat. Het waren voornamelijk militaire transporten die langs de routes van de CO rolden, omdat het een belangrijke transportassen was voor de centrale mogendheden. De CO vervoerde in deze periode ook geregeld hoge militaire officieren en diplomaten van de centrale mogendheden.

### Einde van de Chemins de fer Orientaux
Na het einde van de Eerste Wereldoorlog volgde van 1919 tot 1922 de Grieks-Turkse Oorlog, zodat een oplossing voor de gecompliceerde grens-, eigendoms- en exploitatievoorwaarden op de routes van de Oriënt-spoorweg pas mogelijk was na het Verdrag van Lausanne in 1923. De CO was nog steeds in Duitse handen en het duurde tot 1929 om de eigendomsproblemen op te lossen. Vanaf dat jaar nam een nieuw bedrijf, de Compagnie de Chemin de fer Franco-Hellenique (CFFH), gevestigd in Parijs, het nu Griekse deel van de route van Istanbul naar Svilengrad over, inclusief het korte stuk door het station van Edirne dat in Turkije bleef en de tak naar Dedeagatsch (vanaf 1920 Alexandroupolis). De CFFH bleef tot 1955 onafhankelijk en werd toen onderdeel van de Griekse Staatsspoorwegen. Het Turkse gedeelte van het nieuwe grensstation Uzunköprü naar Istanbul bleef bij de CO, die ook in het kader van de herstelbetalingen van de Duitsers op de Fransen overging, inclusief de zijlijn naar Kırkkilise (vanaf 1924 Kırklareli).
Als een van de laatste private spoorwegmaatschappijen in Turkije werd de CO pas in 1936 genationaliseerd. Met ingang van 1 januari 1937 nam de Turkse staatsspoorweg Türkiye Cumhuriyeti Devlet Demiryolları (TCDD) de routes en al het materiaal van de CO over tegen een vergoeding van 20,6 miljoen Zwitserse frank.